# Claudio Cardozo
Claudio Cardozo, vollständiger Name Claudio Nicolás Cardozo Labariñas, (* 24. April 1983 in Montevideo) ist ein uruguayischer Fußballspieler.

## Karriere
Der 1,81 Meter große Offensivakteur Cardozo stand von 2003 bis Mitte 2005 in Reihen des uruguayischen Erstligisten Liverpool Montevideo, für den er saisonübergreifend in diesem Zeitraum mindestens elf Spiele (kein Tor) in der Primera División absolvierte. In der zweiten Jahreshälfte 2005 war er bei Sud América aktiv. 2006 spielte er in Paraguay bei 12 de Octubre. Von 2007 bis Mitte 2008 gehörte er dem Kader des Club Atlético Olanchano an. Anschließend stand er bis Ende des Jahres bei CD Vida unter Vertrag. Von 2009 bis Ende Januar 2010 war er Spieler des mexikanischen Vereins Club Tijuana. Für die Mexikaner bestritt er 14 Partien in der Primera A und erzielte vier Treffer. Sodann folgte ein Engagement in Guatemala bei CD Marquense. Dort traf er zwischen Februar und April 2010 dreimal in der Liga Nacional ins gegnerische Tor. Spätestens ab August 2010 setzte er seine Karrierestation bei CD Marathón in Honduras. Sechsmal (vier Tore) wurde er bei den Honduranern im CONCACAF Champions’ Cup eingesetzt und lief saisonübergreifend mindestens in 27 Ligaspielen der Liga Nacional auf, wobei er 17 Tore schoss. Ab Februar 2012 folgte eine Karrierestation bei Hunan Billows in China. Seit Jahresbeginn 2013 setzte er seine Karriere beim honduranischen Klub Real España fort. Bislang (Stand: 3. März 2017) wurde er dort in 129 Erstligapartien eingesetzt und schoss 64 Tore. Auch drei absolvierte Begegnungen (kein Tor) in der CONCACAF Champions League stehen für ihn zu Buche.